# Język yalahatan
Język yalahatan, także: atamanu, awaiya, haruru – język austronezyjski używany w prowincji Moluki w Indonezji. Według danych z 2004 r. posługuje się nim 1400 osób.
Jego użytkownicy zamieszkują wsie Yalahatan i Haruru na wyspie Seram (kecamatan Amahai, kabupaten Maluku Tengah). Występują drobne różnice dialektalne. Dialekt awaiya (opisany w postaci listy słownictwa z 1869 r.) wyszedł z użycia.
Alternatywna nazwa „atamanu”, przewijająca się w literaturze, ma niejasne pochodzenie. Według Ethnologue nie jest współcześnie znana.
Jest zapisywany alfabetem łacińskim.